# The Endless River
The Endless River (укр. Нескінченна річка) — п'ятнадцятий і останній студійний альбом британського гурту Pink Floyd, представлений 7 листопада 2014 року на лейблі Parlophone Records у Великій Британії та Warner Bros. Records — у США. Продюсером альбому є Девід Гілмор. Платівка стала першою роботою гурту за більш ніж 20 років, з часу виходу у 1994 році The Division Bell. Альбом складається в основному з інструментального ембієнту і заснований на матеріалах, записаних в 1993-94 роках, під час роботи над The Division Bell.

## Список пісень
Всі треки продюсували Девід Гілмор, Філ Манзанера, Мартін Гловер і Ендрю Джексон
| Перша сторона | Перша сторона        | Перша сторона | Перша сторона |
| #             | Назва                | Автор         | Тривалість    |
| ------------- | -------------------- | ------------- | ------------- |
| 1.            | «Things Left Unsaid» | Гілмор, Райт  | 4:26          |
| 2.            | «It's What We Do»    | Гілмор, Райт  | 6:15          |
| 3.            | «Ebb and Flow»       | Гілмор, Райт  | 1:52          |
| 12:33         |                      |               |               |

| Друга сторона | Друга сторона | Друга сторона        | Друга сторона |
| #             | Назва         | Автор                | Тривалість    |
| ------------- | ------------- | -------------------- | ------------- |
| 1.            | «Sum»         | Гілмор, Мейсон, Райт | 4:50          |
| 2.            | «Skins»       | Гілмор, Мейсон, Райт | 2:32          |
| 3.            | «Unsung»      | Райт                 | 1:06          |
| 4.            | «Anisina»     | Гілмор               | 3:10          |
| 11:38         |               |                      |               |

| Третя сторона | Третя сторона                  | Третя сторона | Третя сторона |
| #             | Назва                          | Автор         | Тривалість    |
| ------------- | ------------------------------ | ------------- | ------------- |
| 1.            | «The Lost Art of Conversation» | Райт          | 1:43          |
| 2.            | «On Noodle Street»             | Гілмор, Райт  | 1:42          |
| 3.            | «Night Light»                  | Гілмор, Райт  | 1:42          |
| 4.            | «Allons-y (1)»                 | Гілмор        | 1:56          |
| 5.            | «Autumn '68»                   | Райт          | 1:37          |
| 6.            | «Allons-y (2)»                 | Гілмор        | 1:35          |
| 7.            | «Talkin Hawkin'»               | Гілмор, Райт  | 3:26          |
| 12:21         |                                |               |               |

| Четверта сторона | Четверта сторона    | Четверта сторона | Четверта сторона |
| #                | Назва               | Автор            | Тривалість       |
| ---------------- | ------------------- | ---------------- | ---------------- |
| 1.               | «Calling»           | Гілмор, Мур      | 3:38             |
| 2.               | «Eyes to Pearls»    | Гілмор           | 1:52             |
| 3.               | «Surfacing»         | Гілмор           | 2:47             |
| 4.               | «Louder Than Words» | Гілмор, Семсон   | 6:37             |
| 14:42            |                     |                  |                  |

| Подарункове видання, бонус-треки | Подарункове видання, бонус-треки | Подарункове видання, бонус-треки |
| #                                | Назва                            | Тривалість                       |
| -------------------------------- | -------------------------------- | -------------------------------- |
| 19.                              | «TBS9»                           |                                  |
| 20.                              | «TBS14»                          |                                  |
| 21.                              | «Nervana»                        |                                  |
| 22.                              | «Anisina» (відео)                |                                  |
| 23.                              | «Untitled» (відео)               |                                  |
| 24.                              | «Evrika (A)» (відео)             |                                  |
| 25.                              | «Nervana» (відео)                |                                  |
| 26.                              | «Allons-y» (відео)               |                                  |
| 27.                              | «Evrika (B)» (відео)             |                                  |

## Учасники запису
| Pink Floyd - Девід Гілмор — вокал, гітара, - Нік Мейсон — барабани, ударні - Річард Райт — клавішні, фортепіано Запрошені музиканти - Гай Пратт – бас - Боб Езрін – бас - Джон Керін – клавішні - Деймон Іддінс – клавішні - Джілед Етзмон – кларнет, тенор-саксофон - Чентел Левертон – альт - Вікторія Лайон – скрипка - Гелен Неш – віолончель - Гонор Вотсон – скрипка - Дарга Макбрум – бек-вокал - Луїза Маршал – бек-вокал - Сара Браун – бек-вокал - Стівен Гокінг – звук синтезатора мовлення | Виробництво - Девід Гілмор – музичний продюсер - Філ Манзанера – музичний сопродюсер - Мартін Гловер – музичний сопродюсер - Ендрю Джексон – інженерінг, музичний сопродюсер - Деймон Іддінс – інженерінг Технічний персонал - Девід Гілмор — продюсер - Філ Манзанера — продюсер - Ендрю Джексон — звукорежисер Оформлення - Обрі Пауелл — креативний директор - Stylorouge — дизайн - Ахмед Імад Елдін — концепція обкладинки |

## Реліз альбому
| The Endless River | The Endless River | The Endless River | The Endless River                 | The Endless River |
| Регіон            | Дата              | Формат            | Лейбл                             | Номер             |
| ----------------- | ----------------- | ----------------- | --------------------------------- | ----------------- |
| Австралія         | 7 листопада 2014  | Digital download  | Columbia Records                  | none              |
| Німеччина         | 7 листопада 2014  | Digital download  | Parlophone                        | none              |
| Франція           | 10 листопада 2014 | Digital download  | Parlophone                        | none              |
| США               | 10 листопада 2014 | Digital download  | Columbia Records                  | none              |
| Велика Британія   | 10 листопада 2014 | 2x Compact Disc   | Parlophone / Warner Bros. Records | unknown           |
| Велика Британія   | 10 листопада 2014 | Digital download  | Parlophone / Warner Bros. Records | none              |
| Велика Британія   | 10 листопада 2014 | 2x Вініл          | Parlophone / Warner Bros. Records | unknown           |
| Канада            | 11 листопада 2014 | Digital download  | Columbia Records                  | none              |